# David Rockefeller
David Rockefeller (New York, 12 giugno 1915 – Pocantico Hills, 20 marzo 2017) è stato un banchiere statunitense nonché uno dei fondatori del gruppo Bilderberg e della Commissione Trilaterale.

## Biografia
David è stato il più giovane dei figli di John Davison Rockefeller Jr., il patriarca della famiglia. La sua ricchezza è stata stimata da Forbes in circa 3,3 miliardi di dollari, e per questo è sempre stato presente nelle classifiche delle persone più ricche del mondo. Tra le attività non imprenditoriali ha figurato la presidenza del Museum of Modern Art di New York nel periodo 1962-1972 e poi nuovamente 1987-1993. Nel corso della sua lunga carriera dirigenziale ha ricoperto ruoli di rilievo in alcune delle più grandi aziende del mondo (di cui ha detenuto anche quote azionarie) come la ExxonMobil (figlia della Standard Oil fondata dal nonno John Davison Rockefeller) o la General Electric.
Divenne poi molto famoso anche per le sue attività lobbistiche. Infatti è stato ritenuto uno dei membri fondatori del Gruppo Bilderberg ed è stato presidente dal 1970 al 1985 del Council on Foreign Relations (di cui è stato presidente onorario), inoltre per sua iniziativa è nata la Commissione Trilaterale. È stato inoltre presidente e amministratore delegato della Chase Manhattan Bank, nel 2000 l'azienda si è fusa con la J.P. Morgan & Co. dando vita alla JPMorgan Chase, una delle più grandi banche del mondo che Rockefeller ha diretto personalmente; è stato il più grande azionista singolo della compagnia, avendone posseduto quasi il 2%. Muore nel 2017 ed è stato sepolto nella tomba di famiglia nel Sleepy Hollow, nello stato di New York.